# Белоопашат прериен заек
Белоопашатият прериен заек (Lepus townsendii) е вид бозайник от семейство Зайцови (Leporidae).

## Разпространение и местообитание
Разпространен е в Канада и САЩ.